# Sefer ha-Chinuch
Il Sefer ha-Chinuch (ebraico: ספר החינוך:  "Libro dell'Istruzione"), spesso citato semplicemente come "il Chinukh" è un'opera che sistematicamente esamina i 613 comandamenti della Torah. Fu pubblicato anonimamente nella Spagna del XIII secolo.
La numerazione dei comandamenti (mitzvot; sing. mitzvah) si basa sul sistema di conteggio di Maimonide, secondo il suo Sefer Hamitzvot; ciascuna mitzvah viene elencata in base alla sua presenza nella parashah settimanale e l'opera è quindi strutturata nel suo rispetto. Prima dell'edizione di Francoforte del 1783 le mitzvot erano stampate nello stesso ordine dato dall'opera di Maimonide .